# Gigantochloa vinhphuica
Gigantochloa vinhphuica är en gräsart som beskrevs av To Quyen Nguyen. Gigantochloa vinhphuica ingår i släktet Gigantochloa och familjen gräs.
Artens utbredningsområde är Vietnam. Inga underarter finns listade i Catalogue of Life.